# Torre de Portals Vells
La Torre de Portals Vells, dita també Torre del Moro, és una torre de guaita del terme de Calvià (Mallorca), situada sobre la cala de Portals Vells, a 25 metres sobre el nivell del mar. Està declarada Bé d'Interès Cultural.
Formava part d'un extens sistema de vigilància i senyalització de tota la costa mallorquina per combatre la pirateria, en el qual constituïa una torre auxiliar per defensar la cala de Portals.

## Descripció
Construïda amb paredat en verd de maçoneria mixta de pedra calcària i marès, travades amb morter de calç. És de planta circular i alçat cilíndric, amb un basament massís. El portal accés està a uns quatre metres d'altura, que condueixen a una cambra a la qual s'accedeix per mitjà d'escalons de fusta a l'exterior, i que és coberta de volta d'esfera, amb un enllosat de blocs de marès. Per una escala estreta s'accedeix al terrat, envoltat per un parapet amb dues troneres i amb un matacà que es conserva parcialment; també s'han perdut les gàrgoles que desaiguaven.

## Història
Va ser construïda el 1585 a instàncies del virrei Lluís Vic amb la finalitat de protegir la cala de Portals, motiu pel qual fou concebuda per contenir una peça d'artilleria. Fou reparada el 1631, el 1643 i el 1672, i, tot i així, el 1754 el batle de Calvià la inspeccionà i conclogué que «necessitava recompondre el terraplè de dalt i la garita de la pólvora». Posteriorment, hi ha constància que calia adobar tot el parament exterior.
L'estat la va traspassar a Hisenda el 1867, i el 1876 l'adquirí el marquès de Bellpuig, propietari de la Porrassa. Actualment és de propietat particular i no és visitable.